# 科雷亞角

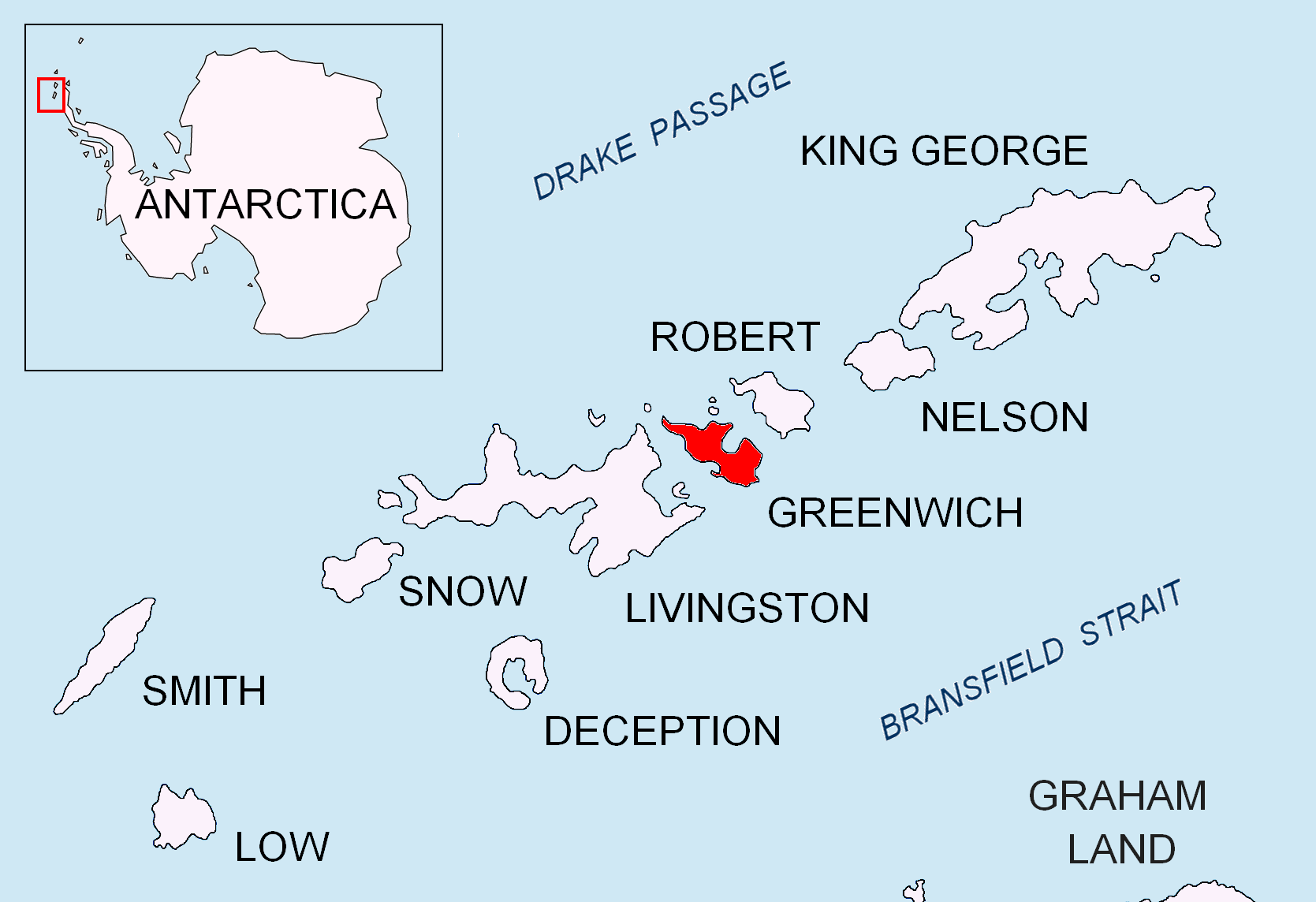

科雷亞角（英語：Correa Point）是南極洲的海岬，位於南設得蘭群島中格林尼治島的發現號灣南部，處於阿什角西南面5.37公里、費雷爾角西南面1.42公里和拉貝角東南面1.16公里。

## 外部連結
- SCAR Composite Antarctic Gazetteer（页面存档备份，存于）.

62°30′21.5″S 59°43′10.3″W / 62.505972°S 59.719528°W